# Bompietro
Bompietro (sicilià Bompietru) és un municipi italià, dins de la ciutat metropolitana de Palerm. L'any 2007 tenia 1.540 habitants. Limita amb els municipis d'Alimena, Blufi, Gangi i Petralia Soprana.

## Administració
| Període | Identitat      | Partit |
| ------- | -------------- | ------ |
| 2007-   | Lucio Di Gangi | Centre |